# Котис III

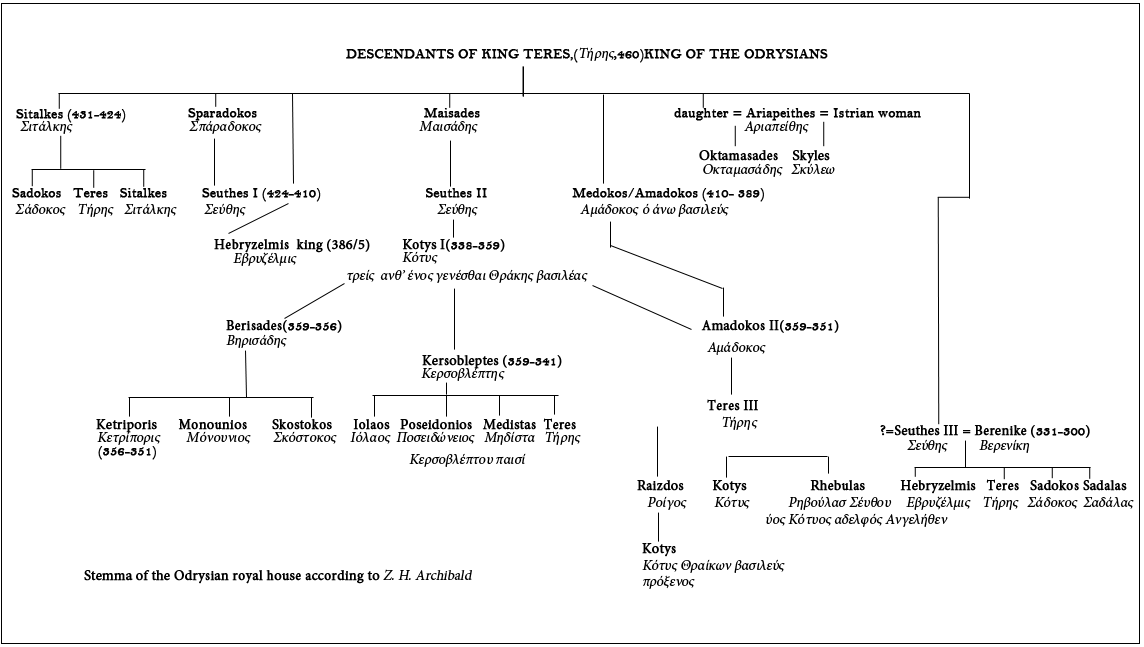
Генеалогия потомков Тереса

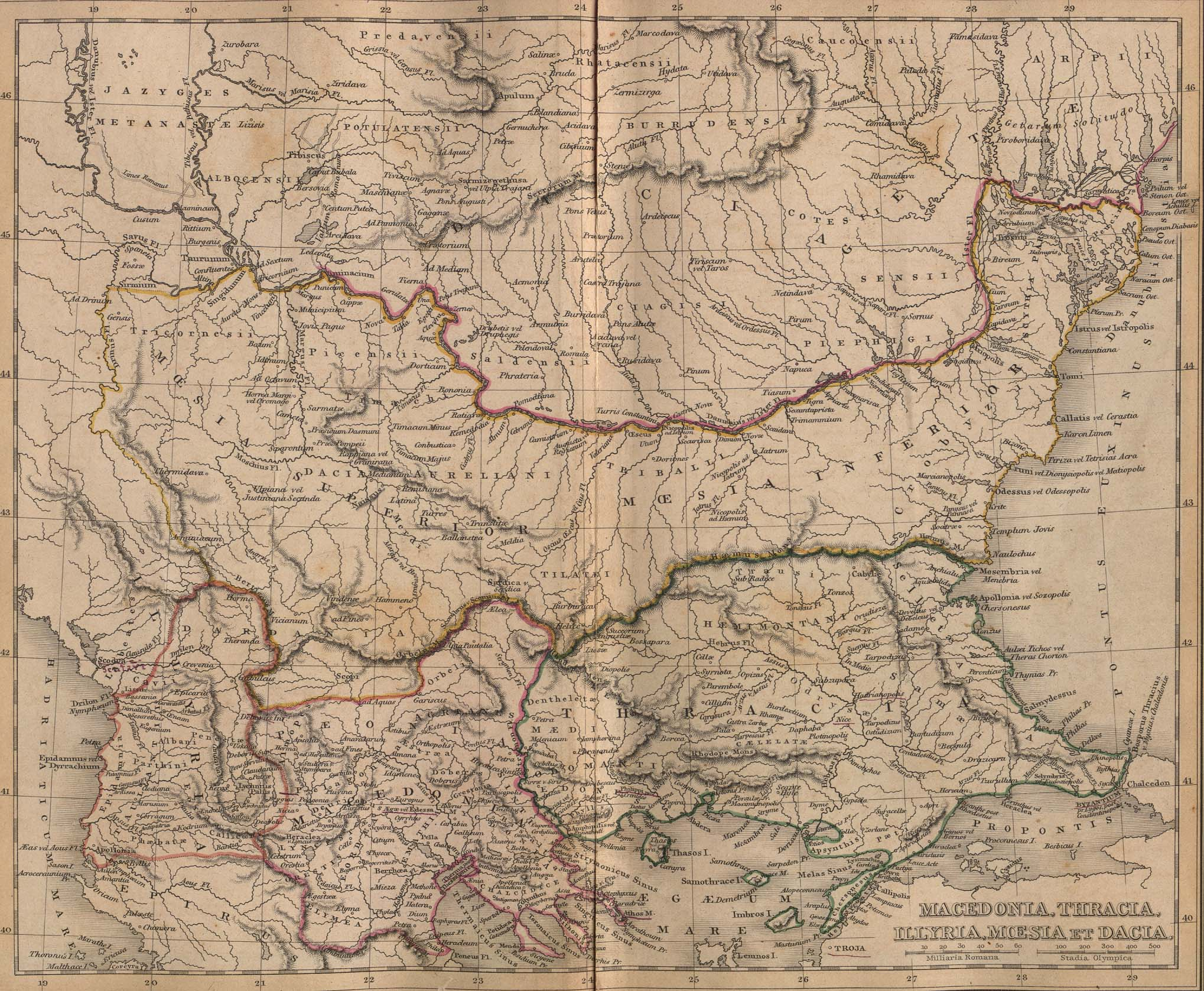
Фракия и соседние территории — Македония, Иллирия, Мёзия и Дакия. Карта из атласа Alexander G. Findlay. Classical Atlas to Illustrate Ancient Geography, New York, 1849.

Котис III (др.-греч. Κότυς Γ', лат. Cotys III; III век до н. э.) — фракийский правитель Одрисского государства (около 260—240 до н. э.). Сын и наследник царя Рэйздоса.
О правлении Котиса III почти ничего не известно. В том числе, не сохранилось ни одной монеты с его именем. Вероятно, Котис III занимал престол Одрисского государства одновременно с царём Адаем, правившим, согласно нумизматическим данным, в середине III века до н. э. Преемником Котиса III был его сын Рескупорис I.